# チェビシェフ方程式
チェビシェフ方程式（チェビシェフほうていしき、英語: Chebyshev equation）は、p を実定数とする二階線型常微分方程式
{\displaystyle (1-x^{2}){d^{2}y \over dx^{2}}-x{dy \over dx}+p^{2}y=0}
のことである。方程式の名称は、ロシアの数学者パフヌティ・チェビシェフにちなむ。
この方程式の解の全体は、冪級数
{\displaystyle y=\sum _{n=0}^{\infty }a_{n}x^{n}}
で、その各係数が漸化式
{\displaystyle a_{n+2}={(n-p)(n+p) \over (n+1)(n+2)}a_{n}}
によって与えられるものの全体として得られる。上述の級数は漸化式に対してダランベールの収束判定法を用いることにより、x ∈ [−1, 1] において収束することが示される。この漸化式は勝手な a0 および a1 を初期値にとれる。それゆえ、二階方程式から生じる二次元の解空間が上記の冪級数解全体として得られるのである。通常は
- a0 = 1, a1 = 0 のときの解{\displaystyle F(x)=1-{\frac {p^{2}}{2!}}x^{2}+{\frac {(p-2)p^{2}(p+2)}{4!}}x^{4}-{\frac {(p-4)(p-2)p^{2}(p+2)(p+4)}{6!}}x^{6}+\cdots }

および
- a0 = 0, a1 = 1 のときの解{\displaystyle G(x)=x-{\frac {(p-1)(p+1)}{3!}}x^{3}+{\frac {(p-3)(p-1)(p+1)(p+3)}{5!}}x^{5}-\cdots }

を選び、一般解はこの2つの任意の線型結合で与えられる。
p が整数ならば、2つの関数のいずれか一方はその和が有限個の項で終わる（p が偶数なら F の、p が奇数なら G の項がたかだか有限個である）。このとき関数はp-次多項式（もちろん全域で収束する）となる。また、この多項式はチェビシェフ多項式に比例する。すなわち、
{\displaystyle T_{p}(x)=(-1)^{p/2}\ F(x)\,} （pが偶数の場合）
{\displaystyle T_{p}(x)=(-1)^{(p-1)/2}\ p\ G(x)\,} （pが奇数の場合）
この記事は、クリエイティブ・コモンズ・ライセンス 表示-継承 3.0 非移植のもと提供されているオンライン数学辞典『PlanetMath』の項目Chebyshev equationの本文を含む